# Agnes-Miegel-Haus

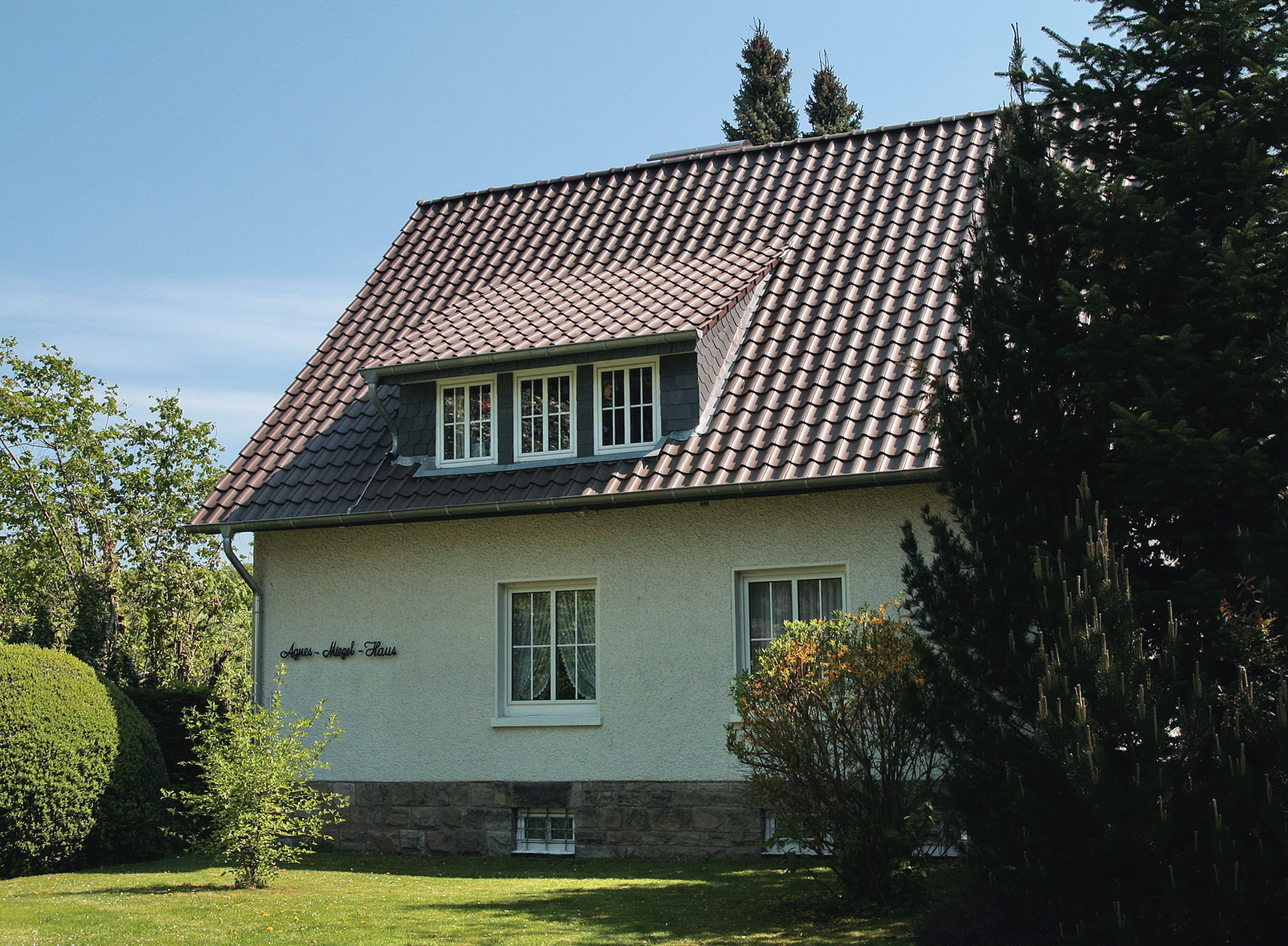
Das Agnes-Miegel-Haus (2009)

Das Agnes-Miegel-Haus in Bad Nenndorf war von 1953 bis 1964 das Wohnhaus der Schriftstellerin Agnes Miegel. Heute befindet sich darin ein Literaturmuseum, das an Leben und Werk der Autorin erinnert.
Nach ihrer Flucht aus Ostpreußen im Februar 1945 und Aufenthalt in einem dänischen Flüchtlingslager ließ sich Agnes Miegel in Bad Nenndorf nieder. Die Gemeinde gewährte ihr ein lebenslanges Wohnrecht in dem Haus, das bald zum Anziehungspunkt für Freunde und Verehrer wurde. Zahlreiche Gedichte und Erzählungen entstanden hier. Nach ihrem Tod 1964 wurde das Haus von der 1969 gegründeten Agnes-Miegel-Gesellschaft (Vorsitzender ab 1976: Ernst-Joachim Schaede) erworben und als Literaturmuseum eingerichtet. In den original erhaltenen Wohn- und Arbeitsräumen erzählen Bilder, Bücher, Dokumente und persönliche Gegenstände vom Leben der Dichterin.
Aufgrund der Befürwortung des Nationalsozialismus durch Agnes Miegel entstand bundesweit die Debatte um Umbenennungen der nach ihr benannten Objekte. Da das Agnes-Miegel-Haus 2012 in Privatbesitz war, wurde es nicht umbenannt.